# Eleanor Smeal
Eleanor Smeal, geboren als Eleanor Marie Cutri (Ashtabula (Ohio), 30 juli 1939), is een van de belangrijkste leiders van de Amerikaanse vrouwenbeweging. Zij is drie termijnen lang voorzitter geweest van de National Organization for Women. Zij is tevens de medeoprichter en huidige voorzitter van de Feminist Majority Foundation (opgericht in 1987). Daarnaast is zij actief als activiste, grassroots organisator, lobbyist en politiek analyticus.
Smeal is vaak op de televisie te zien geweest, in programma's als Crossfire, Good Morning America, Larry King Live, Nightline en The Today Show. Zij is ook regelmatig te gast geweest in radioprogramma's. Smeal heeft verschillende evenementen georganiseerd en meerdere toespraken gehouden over de begrippen feminisme, gelijkheid en mensenrechten, en hoe deze van toepassing zijn op mensen binnen en buiten de Verenigde Staten.

## Jeugd en opleiding
Smeal werd op 30 juli 1939 geboren in Ashtabula, Ohio. Haar ouders zijn Peter Anthony Cutri en Josephine E. (Agresti). Smeals vader emigreerde van Calabrië, Italië naar Amerika, waar hij verzekeringen ging verkopen. Smeal is dus van Italiaanse afkomst. Na het behalen van haar diploma aan de Strong Vincent High School in 1957, zette zij haar studie voort aan Duke University. Destijds waren mannen en vrouwen nog niet geheel geïntrigeerd aan deze universiteit en was slechts 25% van de geregistreerde studenten vrouw. Smeal mengde zich in de strijd voor integratie op Duke. Zij studeerde als lid van Phi Beta Kappa in 1961 af. Smeal heeft ook een Masterstitel in politicologie en public administration van de University of Florida.

## Persoonlijk
Eleanor Smeal ontmoette Charles Smeal tijdens haar studie aan Duke University. Zij trouwden op 27 april 1963 en kregen twee kinderen. Zij woonden in de omgeving van Pittsburgh, Pennsylvania.
Smeals interesse in feminisme en haar bewustwording van feministische zaken groeide eind jaren 60. Geconfronteerd met een gebrek aan dagopvang voor haar jonge kind en haar rugproblemen, kwam Smeal erachter dat er geen ongeschiktheidsverzekering bestond voor getrouwde vrouwen en moeders. Deze ontdekking motiveerde haar om nog meer onderzoek te doen naar feminisme. In 1968 begon Smeal vervolgens aan een vierjaarlijks termijn in het bestuur van de lokale League of Women Voters. Twee jaar later sloot ze zich samen met haar man aan bij de National Organization for Women (NOW).

## Politiek activisme
Smeal was sinds 1970 lid van de NOW. Zij was de voorzitter van deze organisatie van 1977 tot 1982 en wederom van 1985 tot 1987. In deze functie leidde zij in 1986 de eerste nationale pro-keuze-mars, waarvoor meer dan 100.000 activisten naar Washington D.C. kwamen.
Na Smeals vertrek bij de NOW in 1987 zag zij de noodzaak een nieuwe feministische organisatie op te starten die onderzoek, pedagogische voorlichting en politieke actie zou combineren. Bovendien maakte een Newsweek/Gallup poll uit 1986 duidelijk dat 56% van de Amerikaanse vrouwen zich identificeerde als feminist. Smeal voegde haar visie om een nieuwe feministische organisatie op te starten samen met de taak om vrouwen kracht te geven. Het resultaat was de Feminist Majority Foundation, welke zij mede oprichtte in 1987.
Verschillende juridische stappen werden dankzij Smeal genomen, zoals de Gratis Toegang tot Klinieken Ingangen Wet (beïnvloedt door Madsen v. Women's Health Center) die President Bill Clinton ondertekende in 1994, de niet geslaagde poging om Propositie 209 in Californië te voorkomen, de Zwangerschap Discriminatie Wet, de Gelijke Credit Wet, de Restoratie van Mensen Rechten Wet, de Geweld Tegen Vrouwen wet, de Mensen Rechten Wet van 1991, en de niet succesvolle strijd in de jaren 70 en 80 om het Gelijke Rechten Amendement te ratificeren.

## Voorzitterschap binnen de NOW

### Eerste termijn als voorzitter (1977-1979)
Smeal werd in 1977 voor het eerst verkozen tot voorzitter van de NOW. Zij volgde Karen DeCrow op. In totaal werd Smeal drie keer verkozen tot NOW voorzitter.
Smeal werd verkozen terwijl delegaten op een conferentie een NOW Gelijke Rechten Amendement Strike Force (Equal Rights Amendment; ERA) autoriseerden om campagne te voeren voor ratificatie. Smeal haalde Elizabeth Holztman, een lid van het Amerikaanse Huis van Afgevaardigden, over om het voorstel naar het Amerikaanse congres te brengen. Smeal speelde een sleutelrol in een tijd waarin een groot verlangen naar gelijke rechten heerste. Zij was een belangrijke organisator van de 1978 mars voor de ERA. Deze mars bracht meer dan 100.000 activisten samen en resulteerde in een verlengde deadline voor de ERA-stemming: naar 30 juni 1982.

### Tweede termijn als voorzitter (1979-1982)
Smeal werd in 1979 opnieuw verkozen tot voorzitter van NOW en was voor een tweede termijn het hoofd van de organisatie. In dit tweede termijn zette ze zich in om het Amerikaanse socialezekerheidssysteem gelijker te maken voor vrouwen. Daarbij getuigde ze in het Amerikaanse Congres tegen de beperkingen op de rechten voor homoseksuelen, en op de financiering van abortus voor militair personeel en hun afhankelijken. Smeal leidde de NOW in het organiseren van de National March for Lesbian and Gay rights in 1979.
Tijdens Smeals tweede termijn als voorzitter van NOW werd Ronald Reagan verkozen tot president van de Verenigde Staten. Rond zijn inauguratie in januari begon Smeal samen met haar NOW-organisatie een nationale campagne om Reagans antiabortus Menselijk Leven Amendement te stoppen.
Smeal was tevens de eerste persoon die de term gender gap gebruikte, toen ze in de National NOW Times analyseerde hoe verschillend het stemmen van mannen en vrouwen werkelijk is. Ondanks de verwoede pogingen van de NOW gedurende Smeals tweede termijn om de ERA te ratificeren, miste het amendement uiteindelijk de steun van drie staten en werd daarom niet aangenomen in 1982.
Aan het einde van haar tweede termijn, welke overigens langer duurder dan de traditionele tweejaarlijkse termijn opdat Smeal haar inspanningen om de ERA te ratificeren ongehinderd voort kon zetten, had zij de NOW uitgebreid naar 220.000 leden en een budget van $13 miljoen per jaar. Hoewel Smeal zich hard inzette voor de ERA, vonden sommige leden dat ze niet genoeg aandacht besteedde aan andere zaken, zoals minoriteit- en abortusrechten. Zulke zaken werden dan ook meer de focus van Smeals opvolger, Judy Goldsmith.

### Derde termijn als voorzitter (1985-1987)
Smeal’s kandidatuur voor een derde termijn werd aangevochten door mede-kandidaat Judy Goldsmith, die op dat moment de voorzitter van de NOW was. In eerste instantie betuigde Smeal steun aan Goldsmiths hernieuwde voorzitterschap, maar later besloot zij zichzelf toch weer kandidaat te stellen. Tijdens een interview over de telefoon verklaarde Smeal dat Goldsmith en zij dezelfde filosofie eropna hielden wat betreft gelijke rechten, maar dat zij andere politieke ideeën hadden over hoe je deze gelijke rechten het beste kon verwezenlijken. De campagne focuste grotendeels op de tactische aanpak die beide kandidaten voorstelden, en niet zozeer op de zaken waarvoor de kandidaten zich in wensten te zetten.
Smeal besloot zich om diverse redenen kandidaat te stellen voor nog een termijn als voorzitter. Zo genoot zij de steun van vele NOW leden en was zij gemotiveerd om de NOW nog mondiger, assertiever en publiekelijk actief te maken op verschillende fronten, zoals abortusrechten, de rol van vrouwen in de kerk, en het beleid dat het Vaticaan voerde jegens reproductie. Smeal merkte ook op dat tijdens Goldsmiths voorzitterschap de organisatie haar focus had verloren en haar lidmaatschap gedaald was. Smeal gaf aan dat zij daar graag verandering in wilde brengen.
In juli 1985 won Smeal het voorzitterschap van Goldsmith, met een marge van 139 stemmen. Toen Smeal voor de derde en laatste keer werd uitgeroepen tot NOW's voorzitter verklaarde Smeal dat zij Goldsmiths inspanningen op het gebied van reproductieve rechten zou voorzetten, en dat zij daarnaast van plan was een mars te organiseren om aandacht voor deze zaak te krijgen. Deze mars vond plaats in 1986 en was de eerste Mars voor Vrouwenlevens. Meer dan 150.000 mensen kwamen naar Washington en Los Angeles om hun support te betuigen voor de reproductieve rechten van vrouwen. In 1987 richtte Smeal de Feminist Majority Foundation op.

## Erkenning
In 1979 werd het Supersisters kaartspel op de markt gebracht. Een van de kaarten bevat Smeals naam en foto. In datzelfde jaar koos het tijdschrift Time Smeal als een van de 50 gezichten van Amerika's toekomst. (August 6, 1979). In 1983 verkoos World Amanac Smeal als een van de meest invloedrijke vrouwen in de Verenigde Staten. In 2010 leverde Smeal de commencement toespraak aan Rutgers University en kreeg de titel Doctorate of Human Letters honoris causa. In 2015 werd Smeal opgenomen in de National Women's Hall of Fame.
U.S. News & World Report verkoos haar tot de vierde meest invloedrijke lobbyist in Washington.

## Publicaties
In 1980 bedacht Smeal de term ‘’gender gap’’, daarbij refererend naar het verschillende stemgedrag van mannen en vrouwen. De term is nu in veelvoorkomend gebruik. Smeals boek How and Why Women Will Elect the Next President uit 1984 liet succesvol zien dat er een gender gap bestaat in de politiek. Sinds 2001 is Smeal de uitgever van het tijdschrift Ms., welke in het bezit is van de Feminist Majority Foundation. Met haar "The Art of Building Feminist Institutions to Last" leverde Smeal een bijdrage aan de 2003 anthologie Sisterhood Is Forever: The Women's Anthology for a New Millennium, dat onder redactie staat van Robin Morgan.